# 荡寇志
《荡寇志》是中国清代小说家俞万春对明代小说《水浒传》的续写，又称《结水浒全传》或《结水浒传》。全书紧接着《水浒传》第七十回“忠義堂石碣受天文 梁山泊英雄驚惡夢”的故事，从第七十一回到第一百四十回，共七十回，末附“结子”一回。

## 创作背景
俞万春早年曾随父从军，平定民變。他有感于《水浒传》流传民间，歌颂造反的强盗，觉得有必要写一本续写小说，以宣扬正道。在小说前言中，他认为施耐庵的《水浒传》并不以宋江为忠义。而后来的罗贯中的《續水浒传》，“竟说得宋江是真忠真义”。他认为宋江等人“心里强盗，口里忠义。杀人放火也叫忠义，打家劫舍也叫忠义，戕官拒捕、攻城陷邑也叫忠义。”所以罗贯中的《續水浒传》“真是邪说淫辞，坏人心术，贻害无穷。”他认为“当年宋江，并没有受招安、平方腊的话，只有被张叔夜擒拿正法”，所以决定“提明真事，破他伪言，使天下后世深明盗贼、忠义之辨，丝毫不容假借。”在《荡寇志》中，梁山众人没有受招安、平方腊，而是被寫成真正的強盜集團危害乡里，终于被天庭派下凡的將士及道士铲除。
此书起草于道光六年（1826年），写成于道光二十七年（1847年），中间凡“三易其稿”，历22年。

## 故事梗概
梁山上的众强盗受了石碣碑排定座次之后，派出多股部队攻陷附近多个城池，各地小山寨也纷纷投靠，一时声势大振。汴梁城的八十万禁军教头陈希真和女儿陈丽卿受到太师高俅及高衙内的迫害，反出京城。但他们也痛恨打家劫舍、杀人如麻的梁山强盗，拒绝入伙。他们在风云庄结识了云威等人。云威的儿子雲天彪是一位地方将领，战胜梁山强盗呼延灼。但由于奸臣蔡京、童贯和梁山勾结，被迫撤兵。陈希真在梁山和奸臣控制的朝廷的夹缝中，占据山寨猿臂寨作为依托，逐渐发展壮大，最终得以招安。另一方面，云天彪也招兵买马。宋徽宗在众位忠臣的帮助下，处决了和梁山勾结的奸臣蔡京，震慑了高俅等人。最终，朝廷上的忠臣大将张叔夜在平定方腊之后奉旨讨伐梁山。在陈希真、云天彪的协助下，终于扫平梁山，將眾賊正法。
小说中出现了很多《水浒传》中的人物，如《水浒传》中最早出现的人物之一王进，大名府的武将闻达、李成等。还有一些《水浒传》中的人物的亲友，如祝家庄、曾头市的人物的兄弟、子侄、徒弟等。他们构成了“雷部三十六将”及十八位散仙，对抗梁山上的“三十六员天罡星、七十二员地煞星”。而原始的梁山泊好漢們則被汙名化成為了強盜集團，在不同戰鬥中被殺死或者俘虜處刑，最後全遭殺盡。

## 回目
第七十一回     猛都監興師剿寇　宋天子訓武觀兵
第七十二回     女飛衛發怒鋤奸　花太歲癡情中計 
第七十三回     北固橋郭英賣馬　闢邪巷希真論劍 
第七十四回     希真智鬥孫推官　麗卿痛打高衙內 
第七十五回     東京城英雄脫難　飛龍嶺強盜除蹤 
第七十六回     九松浦父女揚威　風雲莊祖孫納客 
第七十七回     皂莢林雙英戰飛衛　梁山泊群盜拒蔡京 
第七十八回     蔡京私和宋公明　天彪大破呼延灼 
第七十九回     蔡太師班師媚賊　楊義士旅店除奸 
第八十回     高平山騰蛟避仇　鄆城縣天錫折獄 
第八十一回     張觷智穩蔡太師　宋江議取沂州府 
第八十二回     宋江焚掠安樂村　劉廣敗走龍門廠 
第八十三回     雲天彪大破青雲兵　陳希真夜奔猿臂寨 
第八十四回     苟桓三讓猿臂寨　劉廣夜襲沂州城 
第八十五回     雲總管大義討劉廣　高知府妖法敗麗卿 
第八十六回     女諸葛定計捉高封　玉山郎諸兵伐猿臂 
第八十七回     陳道子夜入景陽營　玉山郎贅姻猿臂寨 
第八十八回     演武廳夫妻宵宴　猿臂寨兄弟歸心 
第八十九回     陳麗卿力斬鐵背狼　祝永清智敗艾葉豹 
第九十回     陳道子草創猿臂寨　雲天彪征討清真山 
第九十一回     傅都監飛錘打關勝　雲公子萬弩射索超 
第九十二回     梁山泊書諷道子　雲陽驛盜殺侯蒙 
第九十三回     張鳴珂薦賢決疑獄　畢應元用計誘群奸 
第九十四回     司天台蔡太師失寵　魏河渡宋公明折兵 
第九十五回     陳道子煉鐘擒巨盜　金成英避難去危邦 
第九十六回     鳳鳴樓紀明設局　鶯歌巷孫婆誘姦 
第九十七回     陰秀蘭偷情釀禍　高世德縱僕貪贓 
第九十八回     豹子頭慘烹高衙內　筍冠仙戲阻宋公明 
第九十九回     禮拜寺放賑安民　正一村合兵禦寇 
第一百回     童郡王飾詞諫主　高太尉被困求援 
第一百一回   猿臂寨報國興師　蒙陰縣合兵大戰 
第一百二回     金成英議復曹府　韋揚隱力破董平 
第一百三回     高平山叔夜訪賢　天王殿騰蛟誅逆 
第一百四回     宋公明一月陷三城　陳麗卿單槍刺雙虎 
第一百五回     雲天彪收降清真山　祝永清閒遊承恩嶺 
第一百六回     魏輔梁雙論飛虎寨　陳希真一打兗州城 
第一百七回     東方橫請玄黃吊掛　公孫勝破九陽神鐘 
第一百八回     真大義獨赴甑山道　陳希真兩打兗州城 
第一百九回     吳加亮器攻新柳寨　劉慧娘計窘智多星 
第一百十回     祝永清單入賣李谷　陳希真三打兗州城 
第一百十一回     陳義士獻馘歸誠　宋天子誅奸斥佞 
第一百十二回     徐槐求士遇任森　李成報國除楊志 
第一百十三回     白軍師巧造奔雷車　雲統制兵敗野雲渡 
第一百十四回     宋江攻打二龍山　孔厚議取長生藥 
第一百十五回     高平山唐猛擒神獸　秦王洞成龍捉參仙
第一百十六回     陳念義重取參仙血　劉慧娘大破奔雷車 
第一百十七回     雲天彪進攻蓼兒窪　宋公明襲取泰安府 
第一百十八回     陳總管兵敗汶河渡　吳軍師病因新泰城 
第一百十九回     徐虎林臨訓玉麒麟　顏務滋力斬霹靂火 
第一百二十回     徐青娘隨叔探親　汪恭人獻圖定策 
第一百二十一回     六六隊大攻水泊　三三陣迅掃頭關 
第一百二十二回     吳用智御鄆城兵　宋江奔命泰安府 
第一百二十三回     東京城賀太平誅佞　青州府畢應元薦賢 
第一百二十四回     汶河渡三戰黑旋風　望蒙山連破及時雨 
第一百二十五回     陳麗卿鬥箭射花榮　劉慧娘縱火燒新泰 
第一百二十六回     凌振捨身轟鄆縣　徐槐就計退頭關 
第一百二十七回     哈蘭生力戰九紋龍　龐致果計擒赤發鬼 
第一百二十八回     水攻計朱軍師就擒　車輪戰武行者力盡 
第一百二十九回    吳用計間顏務滋　徐槐智識賈虎政 
第一百三十回   麗卿夜戰扈三娘　希真晝逐林豹子 
第一百三十一回    雲天彪旗分五色　呼延灼力殺四門 
第一百三十二回     徐虎林捐軀報國　張叔夜奉詔興師 
第一百三十三回     衝頭陣王進罵林沖　守二關雙鞭敵四將 
第一百三十四回     沉螺舟水底渡官軍　臥瓜錘關前激石子 
第一百三十五回     魯智深大鬧忠義堂　公孫勝攝歸乾元鏡 
第一百三十六回     宛子城副賊就擒　忠義堂經略勘盜 
第一百三十七回     夜明渡漁人擒渠魁　東京城諸將奏凱捷 
第百一百三十八回   獻俘馘君臣宴太平　溯降生雷霆彰神化 
第一百三十九回 雲天彪進春秋大論　陳希真修慧命真傳 
第一百四十回 闢邪巷麗卿悟道　資政殿嵇仲安邦 
結子 牛渚山群魔歸石碣 飛雲峰天女顯靈踪
附錄一：清咸豐三年初刻本序跋
附錄二：清同治十年重刻本所增序跋

## 后世影响
俞万春死后第二年，在广西爆发太平天国叛亂，中国陷入长期战乱。从咸丰三年（1853年）清朝苏州、广州等地的地方官员印制该书以宣传忠君的理念。咸丰十年（1860年），太平军忠王李秀成攻下苏州，把《荡寇志》当作反太平天国的宣传品予以毁版。太平天国被镇压后，同治十年（1871年），《荡寇志》又有了大字復刻本。这部小说刻意矮化水浒群英的无能与作乱，故引民间特是左派之反感。
鲁迅幼年的时候就读过《荡寇志》。在《朝花夕拾·从百草园到三味书屋》中鲁迅提到：“书没有读成，画的成绩却不少了，最成片断的是《荡寇志》和《西游记》的绣像”。成年后在《中国小说史略·元明传来之讲史（下）》中说：《荡寇志》与《水浒传》“立意正相反，使山泊首领，非死即诛”，“思想未免煞风景”。但《荡寇志》的“文章，是漂亮的，描写也不坏”，“书中造事行文，有时几欲摩前传之垒，采录景象，亦颇有施罗所未试者，在纠缠旧作之同类小说中，盖差为佼佼者矣。”
《蕩寇志》是中國科幻小說的濫觴。其中新式武器層出不窮，較為有名的有陷地鬼戶、奔雷車、沉螺舟、新法連弩，甚至還出現了宋朝尙未出現的“洋槍”。新式兵器的戰鬥是這部小說的一大創舉。

## 人物
張叔夜
張伯奮
張仲熊

### 雷部三十六將
雲天彪
陳希真
鄧宗弼
辛從忠
張應雷
陶震霆
龐毅
劉廣
苟桓
畢應元
祝永清
陳麗卿
雲龍
劉慧娘
風會
傅玉
蓋天錫
金成英
哈蘭生
劉麒
孔厚
真祥麟
欒廷玉
康捷
范成龍
楊騰蛟
祝萬年
劉麟
歐陽壽通
韋揚隱
李宗湯
唐猛
聞達
欒廷芳
王進
賀太平

### 一十八位散仙
陳念義
召忻
顔樹德
徐青娘
王天覇
梁横
徐和
劉永锡
張鳴珂
李成
賈夫人
魏輔梁
徐槐
任森
汪恭人
苟英
魯紹和
真大義